# 박 (우부풍)
박(博, ? ~ ?)은 전한 후기의 관료이다. '박'은 이름자로, 성씨는 알 수 없다.

## 행적
지절 원년(기원전 69년), 우부풍에 임명되었다.

## 출전
- 반고, 《한서》 권19하 백관공경표 下

| 전임 주산부 | 전한의 우부풍 기원전 69년 ~ 기원전 68년? | 후임 광 |